# Catharina Krakow
Catharina Krakow, född mellan 1605 och 1610, död 1672, även kallad Katarina Krakow och Catharina Krakau, med smeknamnet Trina, var en svensk bryggmästare. Hon grundade och drev tillsammans med maken Göteborgs troligen äldsta bryggeri. 

## Biografi
Catharina Krakow var dotter till Mårten Krakow och Emerentia Pauli. Hon var gift med Johan Casparsson Poppelman, Tolagsskrivare i Göteborg, tullinspektör i Varberg och Göteborgs första bryggmästare. 
Krakow är mest känd som bryggmästare. Tillsammans med sin man Johan Casparsson Poppelman grundade hon 1649 det som säkerligen var Göteborgs första bryggeri, på samma plats där idag Kommerskollegium ligger (tomten nr 41 i 5:e roten). Det finns uppgifter  som tyder på att makarna startade ölbryggningen redan 1638, men då utan var det utan stadens tillstånd, som kom 1649, och troligtvis på annan plats, kanske som ett mikrobryggeri i familjens källare.
Följande är hämtat om Catharina Krakow: 
"När Catharina de sista dagarna av sitt välsingnadde tillstånd kullstjälpte med sin vagn under en resa till Varberg, gjorde hon det löftet, att om fostret blev vid liv och vore ett gossebarn, skulle hon giva det Herranom igen evinnerliga."
Det är inte känt om hon uppfyllde löftet. Catharina Krakow beskrivs som en driftig och ovanligt stark kvinna.